# مطبخ البلقان

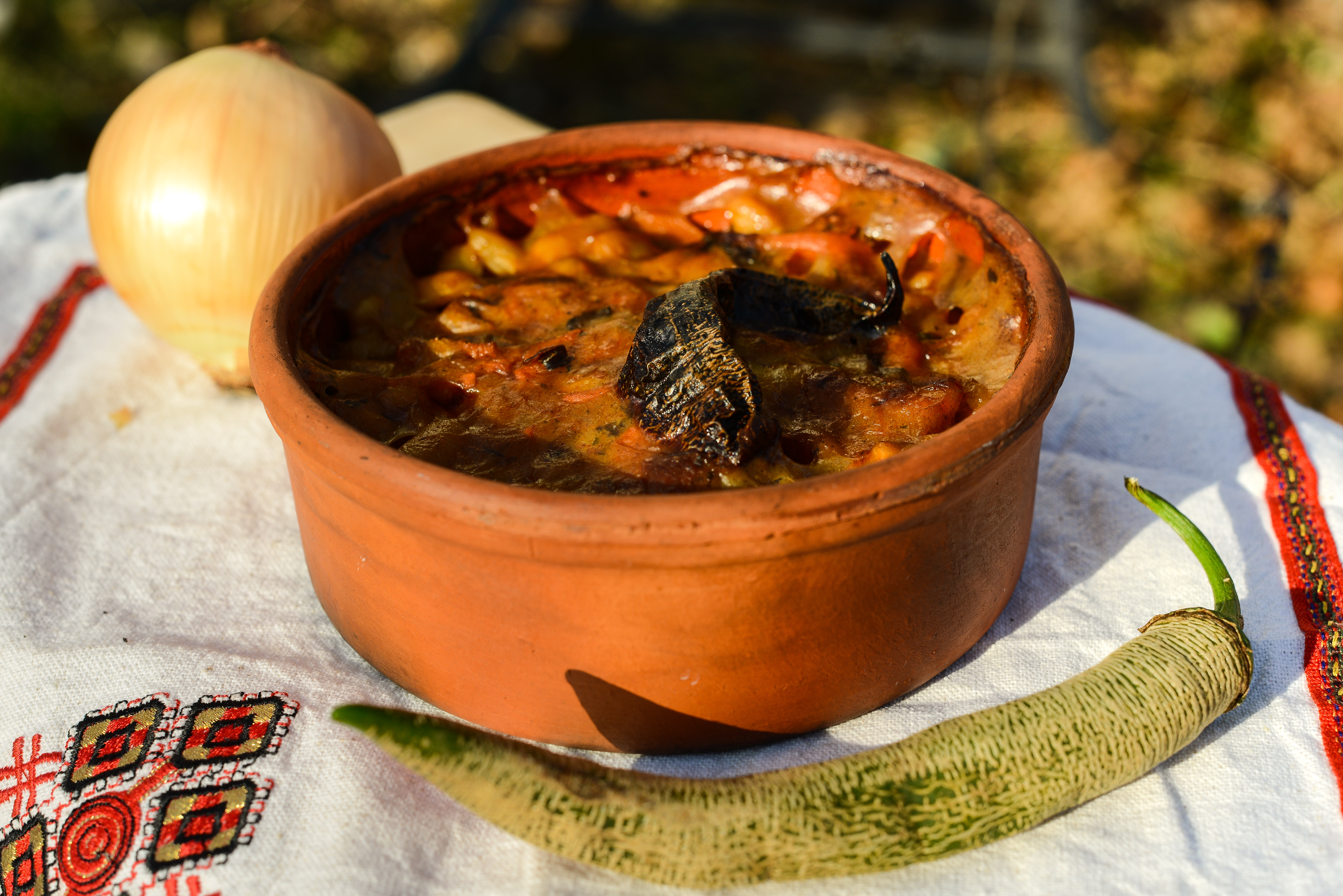
تافتشي جرافتشي هو طبق شعبي في مقدونيا الشمالية.

المطبخ البلقاني هو نوع من المأكولات الإقليمية التي تجمع بين خصائص المطبخ الأوروبي مع بعض خصائص المطبخ من غرب آسيا. توجد في شبه جزيرة البلقان في جنوب شرق أوروبا، وهي منطقة ليس لها حدود واضحة ولكنها تعتبر عمومًا أنها تشمل على الأقل الدول الحديثة ألبانيا ومقدونيا الشمالية وتركيا ورومانيا والبوسنة ويوغوسلافيا السابقة، مع استثناء محتمل لسلوفينيا والمناطق الداخلية الشمالية من كرواتيا.
يوجد المطبخ البلقاني في فيينا نتيجة للهجرة إلى تلك المدينة بعد الحرب العالمية الثانية. ويوجد في ألمانيا مطاعم تقدم مأكولات البلقان، والتي كانت تسمى غالبًا بالمطاعم اليوغوسلافية حتى اندلاع الحروب اليوغوسلافية. كانت هناك مطاعم بلقان جريل في ألمانيا الغربية منذ ستينيات القرن العشرين، وهو ما أدى إلى انتشار شيفابي في ألمانيا، ولكن هذه المؤسسات أصبحت نادرة منذ أواخر الثمانينيات، وغالبًا ما يُطلق على تلك التي لا تزال قائمة بـ"الكرواتية". افتتح مطعم يقدم المأكولات الرومانية في سلوفينيا في عام 2014. والمطبخ الروماني، هو الطعام التقليدي للشعب الروماني، يشمل أطباقًا من المطبخ البلقاني التقليدي.

## التاريخ
تتمتع منطقة البلقان بتاريخ من الحكم الأجنبي والصراعات الداخلية على السلطة، وقد أدى هذا إلى تنوع المطبخ حيث اندمجت التأثيرات نتيجة للتبادل الثقافي. الأساس التاريخي للمطبخ البلقاني الحديث هو المطبخ العثماني، والذي تأثر بشكل كبير بالمطبخ العربي الشامي والمطبخ البيزنطي في العصور الوسطى. أدخلت الدولة العثمانية استخدام الفلفل إلى المنطقة كما جلبت أيضًا البوريك، وهي معجنات رقائق ذات أصول قد تكمن في المطبخ الروماني القديم. خلال الوجود العثماني، قُدمت أطباق مثل شيفابي وبليسكافيتسا إلى جانب القهوة التركية.
كما أن مكونات المطبخ البلقاني مستمدة عادةً من المطابخ التقليدية في اليونان وبلاد فارس والدول العربية وتركيا، بالإضافة إلى منطقة البلقان نفسها، وكان هناك بعض الاقتراض من المطبخ المتوسطي والمطبخ الأرمني ومطابخ شمال غرب إفريقيا وأوروبا الوسطى. يمكن العثور على أوجه التشابه مع المطبخ الألماني والمطبخ المجري والمطبخ السلافي. أدى تدخل النمسا والمجر وإيطاليا في البلقان إلى تقديم أطباق اللحوم المقلية والغولاش، بالإضافة إلى التركيز على المأكولات البحرية. يتجلى تأثير المطبخ الفارسي من خلال استخدام الزبادي في أطباق اللحوم. هناك أيضًا بعض المساهمات من المطبخ اليهودي، مثل باتيسبانيا، الكعكة الإسفنجية الموجودة في البوسنة والهرسك.

## الصفات
يتميز المطبخ البلقاني بتنوع الأطعمة وقوتها وتوابلها. تعتبر الخضروات المخللة والفلفل الحار الصغير من المكونات الشائعة، مع ظهور الفلفل في دهن الأيفار. جبن الفيتا هو أيضًا أحد المكونات الشائعة. غالبًا ما تستخدم الأطباق الخضروات المحشوة مثل السارما المصنوعة من أوراق العنب المحشوة. كما تحظى المسقعة بشعبية كبيرة، وهي طبق مصنوع من الباذنجان أو البطاطس. تُقدم العديد من الأطباق مع الكريمة السميكة المعروفة باسم الكاجماك، كما تُستخدم صلصة البيض والليمون أفغوليمونو على نطاق واسع. غالبًا ما تُقدم المزة كمقبلات، كما هو الحال في المطبخ الشامي والمطبخ القوقازي. تشمل الحلويات الشعبية البقلاوة والحلاوة الطحينية وغالبًا ما يُقدم شراب الراكيا. الطهي يكون عادةً باستخدام sač، وهو نوع من أغطية الخبز المغطاة بالفحم الساخن أو الرماد، وهي تقنية تعود إلى المطبخ اليوناني القديم.

## التنوع
ترجع أوجه التشابه في المطبخ البلقاني جزئيًا إلى البيئة الطبيعية المشتركة في البلقان والتي توفر مكونات غذائية مماثلة. يُشار إلى العديد من الأطباق والوصفات في جميع أنحاء منطقة البلقان باستخدام نفس المفردات، وإن كان ذلك مع الاختلافات الوطنية. يمكن رؤية السمات المشتركة لمطبخ البلقان بسهولة في المأكولات الراقية للمطاعم. على النقيض من ذلك، تكشف الوجبات المعدة محليًا عن التنوع الجغرافي للمطبخ، بما في ذلك سلسلة من المأكولات المتوسطة التي تتراوح من تلك الموجودة في شمال أوروبا والبحر الأبيض المتوسط إلى تلك الموجودة في الشرق الأوسط. تخلق الجنسيات المختلفة داخل البلقان تنوعاتها الخاصة، وقد يحتوي الطبق الذي يحمل نفس الاسم على مكونات وطرق تحضير مختلفة في بلدان مختلفة. الشوكولاتة والكعك والحلويات الحلوة تحظى بشعبية كبيرة في شمال البلقان، ولكن في الجنوب فإن المأكولات البحرية والحلويات بالعسل والمعكرونة هي التي تشير إلى النمط المتوسطي في المنطقة.